# Pseudosphex fassli
Pseudosphex fassli là một loài bướm đêm thuộc phân họ Arctiinae, họ Erebidae.